# Багдад (Флорида)
Багдад (англ. Bagdad) — переписна місцевість (CDP) в США, в окрузі Санта-Роза штату Флорида. Населення — 4467 осіб (2020).

## Географія
Багдад розташований за координатами 30°35′3″ пн. ш. 87°2′42″ зх. д. / 30.58417° пн. ш. 87.04500° зх. д. (30.584172, -87.044892).  За даними Бюро перепису населення США в 2010 році переписна місцевість мала площу 16,73 км², з яких 16,40 км² — суходіл та 0,32 км² — водойми.

## Демографія
Згідно з переписом 2010 року, у переписній місцевості мешкала 3761 особа в 1464 домогосподарствах у складі 1037 родин. Густота населення становила 225 осіб/км².  Було 1632 помешкання (98/км²).
Расовий склад населення:
| - 84,6 % — білих - 8,7 % — чорних або афроамериканців - 1,2 % — азіатів - 1,0 % — корінних американців - 0,1 % — вихідців з тихоокеанських островів |

До двох чи більше рас належало 3,8 %. Частка іспаномовних становила 3,0 % від усіх жителів.
За віковим діапазоном населення розподілялося таким чином: 24,2 % — особи молодші 18 років, 60,5 % — особи у віці 18—64 років, 15,3 % — особи у віці 65 років та старші. Медіана віку мешканця становила 38,9 року. На 100 осіб жіночої статі у переписній місцевості припадало 96,9 чоловіків;  на 100 жінок у віці від 18 років та старших — 92,9 чоловіків також старших 18 років.
Середній дохід на одне домашнє господарство  становив 54 459 доларів США (медіана — 43 922), а середній дохід на одну сім'ю — 59 180 доларів (медіана — 47 910). Медіана доходів становила 42 481 долар для чоловіків та 35 930 доларів для жінок. За межею бідності перебувало 19,9 % осіб, у тому числі 22,7 % дітей у віці до 18 років та 14,5 % осіб у віці 65 років та старших.
Цивільне працевлаштоване населення становило 1609 осіб. Основні галузі зайнятості: освіта, охорона здоров'я та соціальна допомога — 23,9 %, будівництво — 13,6 %, мистецтво, розваги та відпочинок — 13,3 %.